# Андоррско-сан-маринские отношения
Андоррско-сан-маринские отношения — двусторонние дипломатические отношения между Андоррой и Сан-Марино. У Сан-Марино нет посла в Андорре, и его посол в Испании также является послом-нерезидентом в Андорре. Страны поддерживают дружественные отношения.

## История
Обе страны являются карликовыми государствами, богатыми и развитыми странами в Европе. Страны часто сотрудничают в вопросах вступления в Евросоюз и дальнейшего участия в европейских делах.
Андорра и Сан-Марино никогда не были членами Лиги Наций. Их попытки иметь более значительное политическое влияние рассматривались как несерьёзные на протяжении большей части истории.
18 марта 2017 года в Монако прошла трехсторонняя встреча между Андоррой, Монако и Сан-Марино, на которой обсуждались дела Европейского Союза. Три страны договорились о подготовке к совместному членству в ЕС и взаимной поддержке на протяжении всего процесса.
25 февраля 2021 года между делегацией Сан-Марино и Андоррой были завершены переговоры о конвенции об избежании двойного налогообложения в области подоходного налога и налога на имущество, а также о предотвращении уклонения от уплаты налогов.
25 мая 2021 года состоялся официальный визит главы андорранского правительства Ксавьера Эспота Самора в Сан-Марино в сопровождении высокопоставленной дипломатической делегации. В результате визита были подписаны три важных соглашения: меморандум о взаимопонимании о дружбе и общем сотрудничестве, протокол в области здравоохранения, лекарств и медицинских устройств и конвенция об устранении двойного налогообложения в области налогов на доходы и имущество и предотвращении уклонения от уплаты налогов. Соглашения подписали государственный секретарь, со стороны Сан-Марино, а с андоррской стороны — глава правительства и министр финансов.

## Дипломатические миссии
- Сан-Марино представлен в Андорре на консульском уровне через официальное консульство в Андорре-ла-Велье, столице государства[5].
- Андорра не представлена в Сан-Марино ни на каком уровне.